# Джуба
Джу́ба (англ. Juba [ˈdʒuːbə]) — столица Южного Судана, административный центр округа Джуба и штата Центральная Экватория.

## История
В XIX веке в окрестностях Джубы располагались торговый пост и миссия под названием Гондокоро.
Британские намерения объединить южную часть Судана с Угандой потерпели крах, когда в 1947 году в Джубе было подписано соглашение об объединении северного и южного Судана. В 1955 году за мятежом, поднятым в городе солдатами с юга, последовала Первая Суданская гражданская война, закончившаяся только в 1972 году.
В 1977 году в городе был открыт университет. Во время Второй Суданской гражданской войны Джуба находилась в центре военных событий.
В 2005 году Джуба была передана Народной армии освобождения Судана.
После провозглашения независимости страны появилась информация, что столица Южного Судана может быть перенесена и построена в другом месте. 4 сентября 2011 года правительство Южного Судана решило перенести столицу из Джубы в город Рамсель в 240 км к северу, поскольку власти штата Центральная Экватория, на территории которого находится Джуба, отказали центральным властям в выделении необходимого количества земли под постройку новых государственных зданий, переезд может занять около шести лет, так как в Рамселе предстоит построить многочисленные правительственные объекты.

## Население
В 2007 году население города составляло 172 730 человек.
Динамика роста населения:
| Год             | Население |
| --------------- | --------- |
| 1973 (перепись) | 56 737    |
| 1983 (перепись) | 83 787    |
| 1993 (перепись) | 114 980   |
| 2005 (оценка)   | 163 442   |
| 2007 (оценка)   | 172 730   |

## Климат
Климат Джубы — типичный субэкваториальный саванный с сухим сезоном в ноябре-марте и влажным сезоном с апреля по октябрь. Сухой сезон характерен жаркой и сухой погодой, и большими суточными колебаниями, влажный — более прохладной и влажной, но с небольшими суточными колебаниями. Среднегодовая температура меняется мало и круглый год равна ≈ 25-30 °C. За год выпадает 1000 мм осадков.
| Показатель                           | Янв. | Фев. | Март | Апр. | Май   | Июнь  | Июль  | Авг.  | Сен.  | Окт.  | Нояб. | Дек. | Год   |
| ------------------------------------ | ---- | ---- | ---- | ---- | ----- | ----- | ----- | ----- | ----- | ----- | ----- | ---- | ----- |
| Абсолютный максимум, °C              | 38   | 41   | 42   | 41   | 37    | 35    | 38    | 37    | 40    | 37    | 37    | 42   | 42    |
| Средний суточный максимум, °C        | 36,7 | 37,5 | 37,2 | 35,2 | 33,5  | 32,2  | 31,0  | 31,3  | 32,6  | 33,8  | 34,5  | 35,7 | 34,3  |
| Средняя температура, °C              | 28,3 | 29,5 | 30,1 | 29,2 | 27,9  | 26,9  | 25,9  | 26,1  | 26,8  | 27,5  | 27,6  | 27,7 | 27,8  |
| Средний суточный минимум, °C         | 19,8 | 21,5 | 22,6 | 23,2 | 22,4  | 21,6  | 20,9  | 20,8  | 21,0  | 21,2  | 20,8  | 19,7 | 21,3  |
| Абсолютный минимум, °C               | 18   | 17   | 21   | 21   | 21    | 20    | 20    | 18    | 18    | 20    | 17    | 13   | 13    |
| Норма осадков, мм                    | 3,6  | 11,6 | 44,9 | 91,9 | 148,5 | 119,7 | 136,2 | 144,4 | 116,6 | 101,7 | 46,3  | 7,0  | 972,4 |
| Источник: World Climate, Weatherbase |      |      |      |      |       |       |       |       |       |       |       |      |       |

## Инфраструктура
Город является портом на реке Белый Нил и южным конечным пунктом на дорогах вдоль Нила. До гражданской войны Джуба была транспортным узлом, соединённым шоссейными дорогами с Кенией, Угандой и Демократической Республикой Конго.
Сейчас дороги в городе в очень плохом состоянии. Круглые глиняные небольшие дома под соломенной крышей, местами одноэтажные кирпичные строения складов-магазинов.

## Правительство
Во главе Джубы стоит городской совет, сформированный в марте 2011 года. Совет был создан губернатором Клементом Вани Конга, который назначил Мохаммеда Эль Хаджа Бабаллу мэром совета, а бывшего комиссара округа Йей Дэвида Локонгу Мозеса — заместителем мэра. Тогда же указом губернатора был создан министерский комитет по поддержанию чистоты и санитарных условий в Джубе.
В Майкле Ладо Аллах-Джабу был назначен мэром городского совета после того, как губернатор Центральной Экватории Эммануэль Адил Энтони сместил Калисто Ладо. Сам Аллах-Джабу был смещен Адилом Энтони 27 июня 2023 года. После его отстранения Эммануэль Хамис был назначен временным мэром.
До марта 2011 года территория, которой сейчас управляет городской совет Джубы, была разделена на пайамы Джуба, Катор и Муники. В настоящее время это отдельное подразделение округа Джуба, в котором он является окружной резиденцией.

## Экономика
Коммерческий банк Эфиопии и кенийский банковский конгломерат Kenya Commercial Bank имеют южносуданскую штаб-квартиру в городе и сеть из одиннадцати филиалов по всему Южному Судану. Три местных южносуданских коммерческих банка, а именно — Buffalo Commercial Bank, Ivory Bank и Nile Commercial Bank — имеют свои штаб-квартиры в Джубе. Equity Bank, ещё один региональный поставщик финансовых услуг, также имеет отделение в Джубе. Национальная страховая корпорация (NIC), ведущий угандийский поставщик страховых услуг, имеет офис в городе.

## СМИ
Мирайя FM (Зеркало) — радиостанция миссии ООН, ведёт вещание из Джубы.

## Спорт
В Джубе имеется одноимённый стадион, на котором проводит домашние матчи по футболу базирующийся в городе футбольный клуб «Малакия» — обладатель Кубка Южного Судана 2013 и 2014 годов.
Также в городе есть баскетбольный стадион.

## Галерея

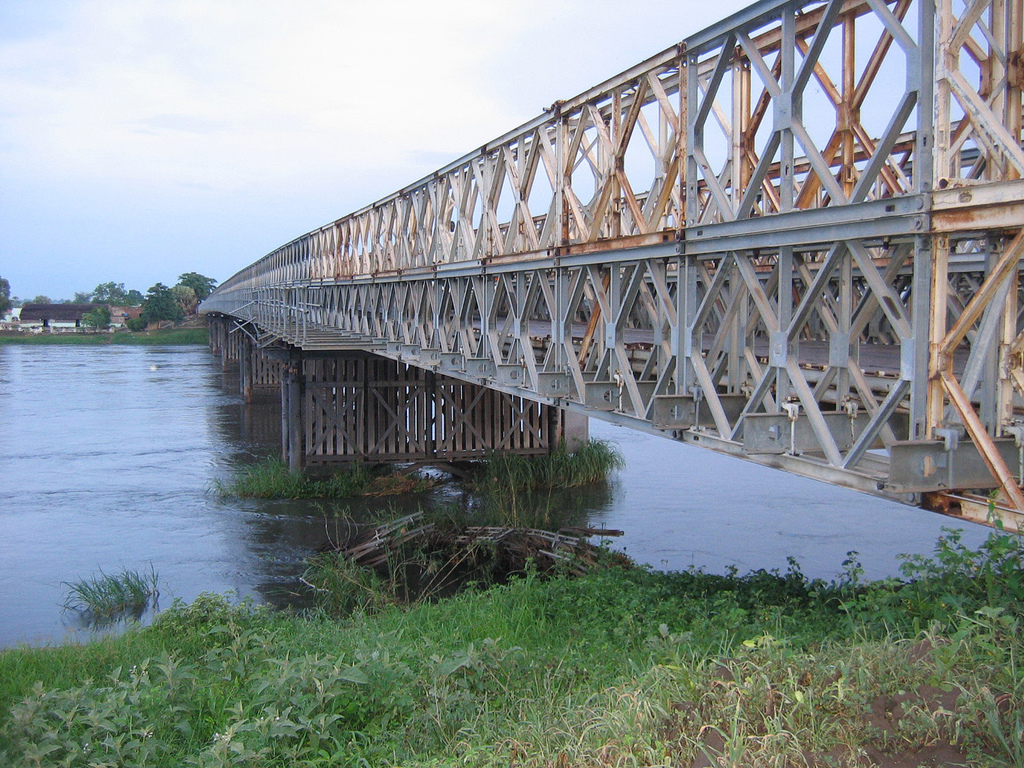
Мост в Джубе
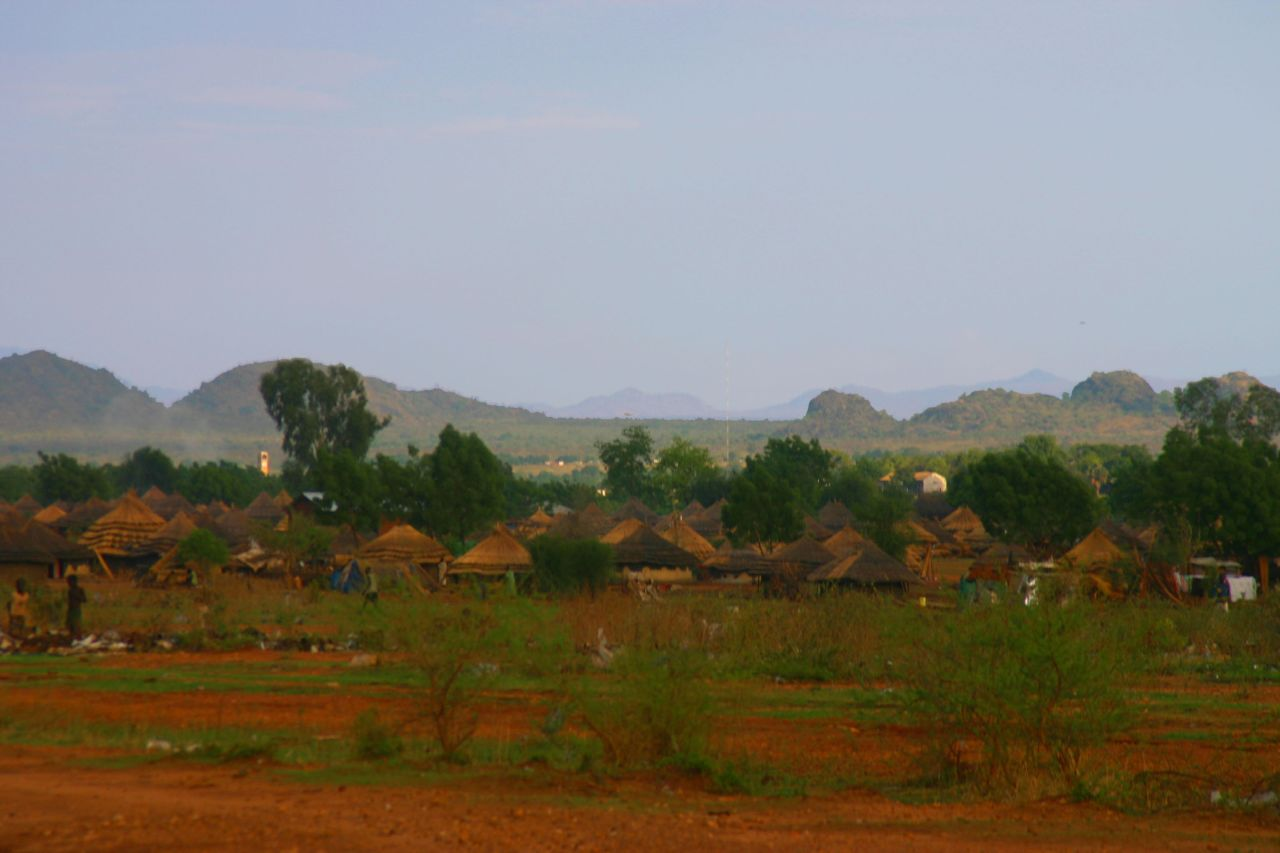
Хижины в Джубе
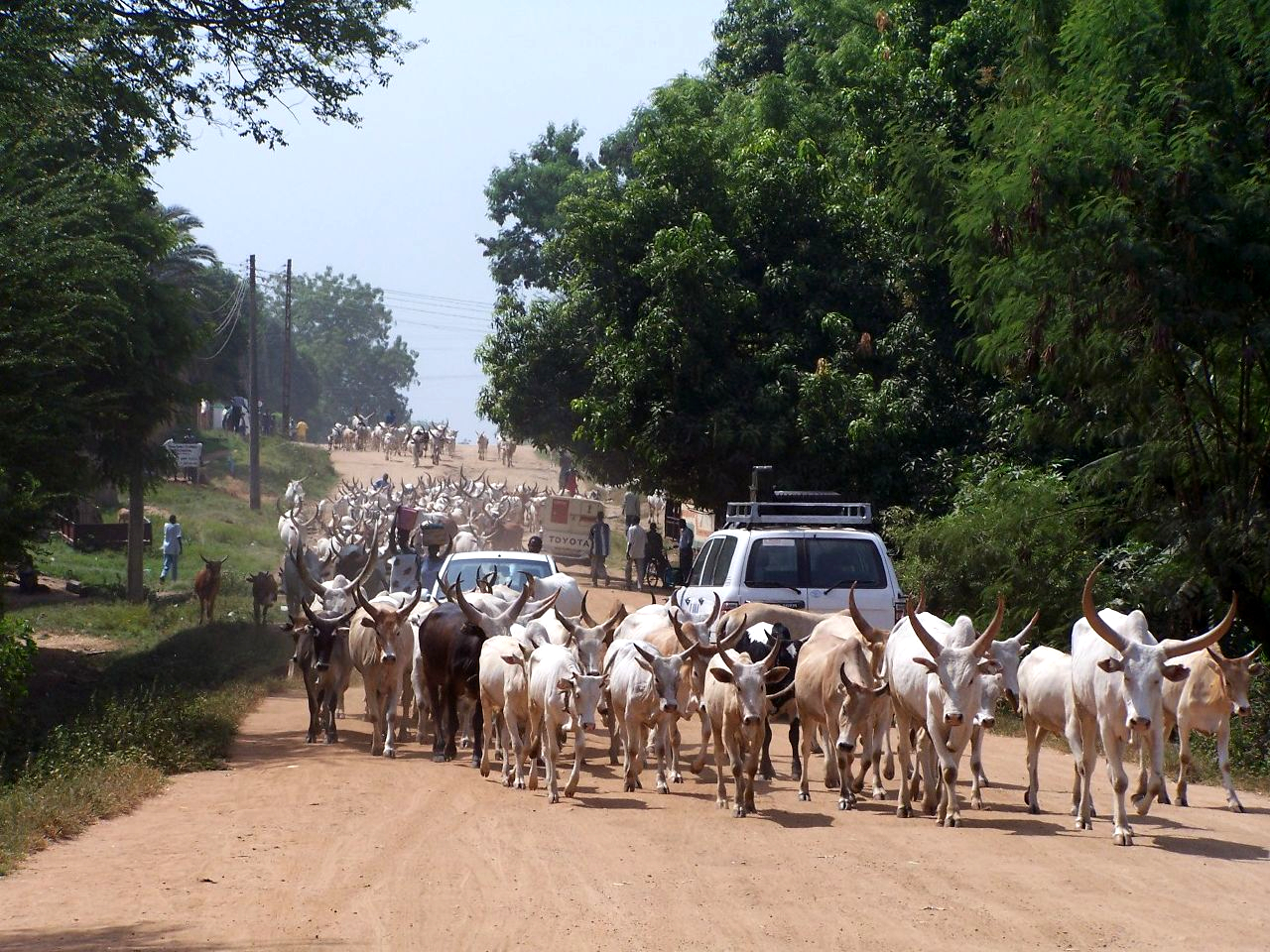
Скот на улицах Джубы